# 兵庫県道503号姫路木材港線
兵庫県道503号姫路木材港線（ひょうごけんどう503ごう ひめじもくざいこうせん）は、兵庫県姫路市を通る一般県道である。

## 概要
姫路市網干区浜田の姫路木材港から国道250号交点に至る。

### 路線データ
- 起点：姫路市網干区浜田（姫路木材港交差点）
- 終点：姫路市網干区浜田（浜田変電所前交差点、国道250号交点）
- 総延長：1.346 km

## 地理

### 通過する自治体
- 兵庫県
  - 姫路市

### 交差する道路
| 交差する道路                          | 交差する場所 | 交差する場所              |
| ------------------------------------- | ------------ | ------------------------- |
| 国道250号 兵庫県道27号太子御津線 重複 | 網干区浜田   | 浜田変電所前交差点 / 終点 |

### 沿線
- 姫路木材港
- 姫路市立網干西小学校
- 関西電力送配電 浜田変電所